# Мастер чиф-петти-офицер сил

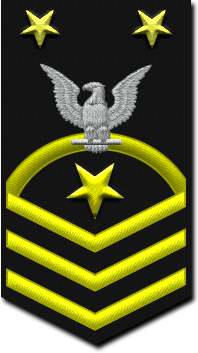
Нашивка мастер чиф-петти офицера сил ВМС США

Мастер чиф-петти офицер сил (англ. Force Master Chief Petty Officer) (FORCM) — одно из высших воинских званий петти-офицеров Военно-морских сил США.
В Военно-морских силах США это звание относится к девятой ступени военной иерархии (E-9), вместе с воинскими званиями мастер чиф-петти офицера, мастер чиф-петти офицера флота и главного мастер чиф-петти офицера. Нижестоящее воинское звание — старший чиф-петти-офицер, вышестоящее — мастер чиф-петти-офицер ВМС США.
Мастер чиф-петти-офицер сил имеет практически те же полномочия, что и главный мастер чиф-петти-офицер, однако это звание предусмотрено для руководящего состава петти-офицеров и матросов крупного формирования (флот) или группы крупных формирований ВМС США, а не только отдельного объединения флота. В соответствии со штатом, в ВМС США предусмотрено лишь 16 постов для звания мастер чиф-петти-офицер сил.

## Знаки различия
Знаком различия мастер чиф-петти-офицера сил является нарукавная нашивка с орлом, размещённая выше трёх лент-шевронов, углы верхнего шеврона соединяются лентой-дужкой. Выше орла с раскинутыми крыльями размещены по углам нашивки остриём вниз две золотые звезды. В отличие от знака различия главного мастера чиф-петти-офицера, на нарукавной нашивке мастер чиф-петти-офицера сил вместо серебряных звёзд используются золотые звёзды. На тёмно-синей (чёрной) форме орёл белый, а звёзды и шевроны золотистого цвета.